# Lichaam (natuurkunde)
In de natuurkunde is een lichaam een materiële entiteit, die niet altijd onvervormbaar (of star) hoeft te zijn. Lichamen kunnen een mechanische kracht uitoefenen op andere lichamen. Voorbeelden van vervormbare lichamen zijn gassen en vloeistoffen. Het 'object' of 'voorwerp' uit het dagelijks leven valt min of meer samen met een vast natuurkundig lichaam. De vraag of men lichamen als onvervormbaar kan beschouwen wordt bepaald door het standpunt dat men inneemt. In de sterkteleer kan men zelfs vaste stoffen niet altijd als onvervormbaar beschouwen. Voor het bepalen van de reactiekrachten kan men dit bij statisch bepaalde gevallen wel. Bij statisch onbepaalde gevallen moet men zelfs lichamen uit vaste stoffen, indien men de reactiekrachten wenst te berekenen, als vervormbaar beschouwen. Een abstractie van een lichaam is een puntmassa.
Ook deeltjes als bijvoorbeeld moleculen zijn natuurkundige lichamen, die als zodanig worden bestudeerd in de molecuulfysica en de moleculaire mechanica. Idem voor atomen in de atoomfysica.

## Eigenschap
Het massamiddelpunt van een lichaam beweegt alsof alle krachten daar aangrijpen, en alle massa daar geconcentreerd is.